# آهل (شوولمه)
آهل (به آلمانی: Ahle) یک رود در آلمان است که در اوزلار واقع شده‌است.